# Lando Norris
Lando Norris (Bristol, Regne Unit; 13 de novembre de 1999) és un pilot d'automobilisme britànico-belga. Va ser campió de Fórmula 3 Europea l'any 2017 i subcampió de Fórmula 2 la temporada 2018 amb l'equip Carlin.
El 2020 va córrer com a pilot titular de McLaren a la Fórmula 1, al costat de Carlos Sainz Jr., i el 2021 va ser company d'equip de l'australià Daniel Ricciardo.

## Carrera

### Inicis
La seva carrera esportiva va començar quan tenia 7 anys, en un torneig de karts regional. Entre 2013 i 2014 va competir en campionats organitzats per CIK-FIA. Entre altres títols, va guanyar el Campionat Mundial KF i es va convertir en el pilot més jove a obtenir un títol en el Mundial de la CIK-FIA, des de Lewis Hamilton. També va competir en el campionat de Ginetta Junior; es va quedar amb el títol de debutants i amb el tercer lloc en la general.

### Fórmula 4
En el seu primer any en monoplaces, Norris es va coronar en un campionat de F4 britànic, i va participar en algunes curses dels campionats de Fórmula 4 Alemanya i Itàlia, on va obtenir podis. A més va guanyar 2 de les 4 carreres que va competir en el Trofeu d'Hivern de BRDC Fórmula 4 d'aquest any.

### Fórmula Renault i Fórmula 3
L'any 2016 va participar en la Fórmula Renault 2.0, en els campionats NEC i Eurocopa amb l'equip Josef Kaufmann, on va ser campió de tots dos. Va córrer també en BRDC Fórmula 3, amb podis en la majoria de les carreres que va disputar. A més, al febrer d'aquest any, va guanyar el títol de Toyota Racing Series.
Norris va formar part de l'última cursa de la temporada 2016 de Fórmula 3 Europea, com a pilot convidat, i va ser confirmat a la fi d'aquest any per l'equip Carlin Motorsport per a tota la temporada següent.
Va debutar en aquesta amb pole, volta ràpida i victòria en la primera carrera de Silverstone. Va tornar a la victòria a Monza i Norisring, i va guanyar 6 de les 9 carreres en les curses successives de Spa, Zandvoort i Nürburgring. Finalment es va proclamar campió amb 441 punts, sobre 388 del suec Joel Eriksson i 383 de l'alemany Maximilian Günther.

### Campionat de Fórmula 2 de la FIA
A la fi del 2017, l'equip Carlin va anunciar que competiria en el Campionat de F2 2018 amb Lando Norris i el brasiler Sérgio Sette Câmara. Norris va guanyar la seva carrera de debut a Bahrain, i va pujar al podi en altres 8 oportunitats, la qual cosa li va servir per ser subcampió en Fórmula 2, darrere del seu compatriota George Russell.

### Fórmula 1

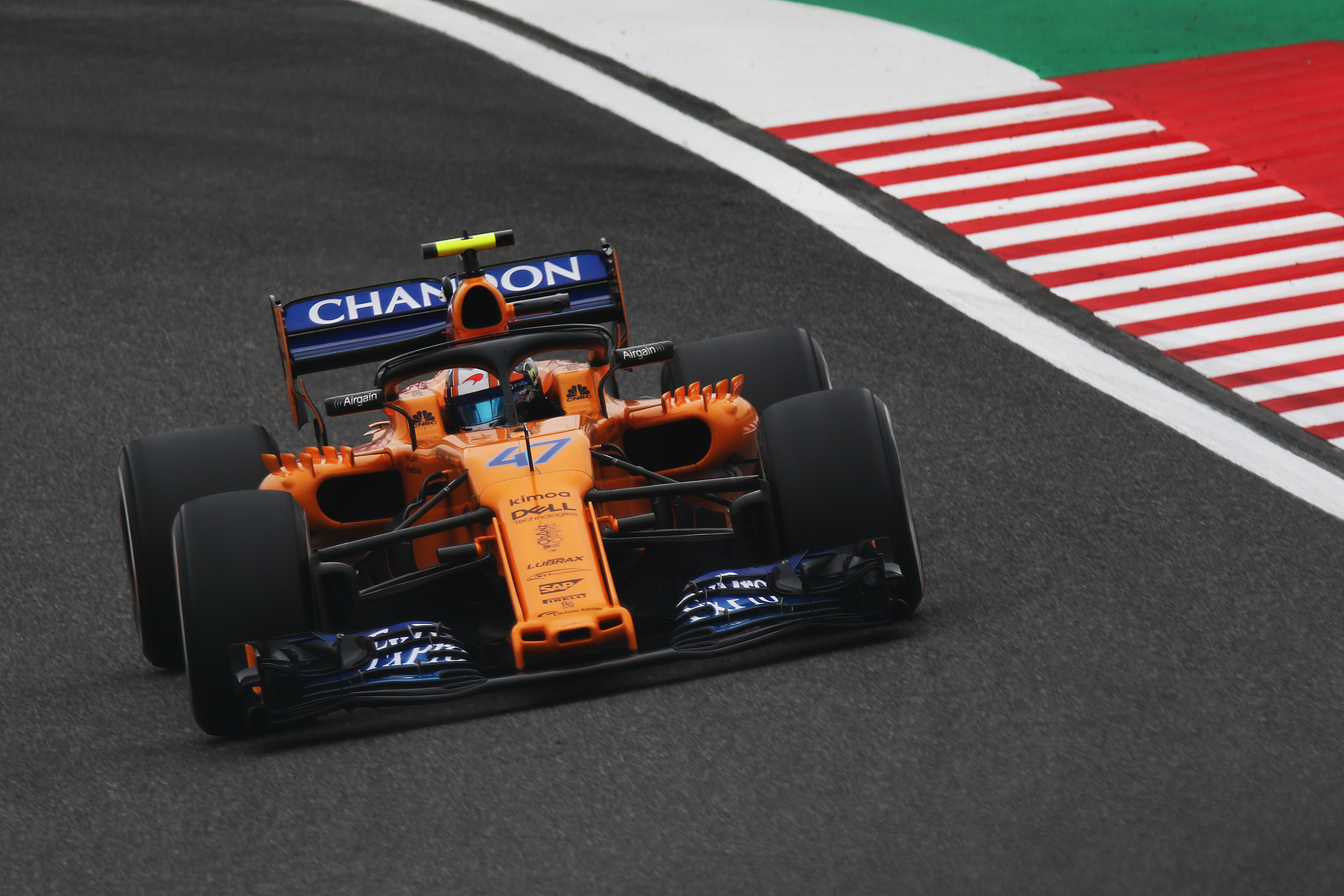
Lando Norris a les pràctiques del Gran Premi del Japó de 2018, sobre el McLaren MCL33.

Després d'obtenir el Campionat Europeu de Fórmula 3, Norris va ingressar al Programa de Joves Pilots de McLaren, amb possibilitats de participar en pràctiques lliures de Grans Premis de Fórmula 1.
Va participar com a tercer pilot en els GGPP de Bèlgica i Itàlia de 2018, reemplaçant de Fernando Alonso i Stoffel Vandoorne, respectivament.
Des de 2019, el britànic és company en McLaren de Carlos Sainz Jr., on ocupa el lloc deixat per Vandoorne. Lando debuta a la Fórmula 1 aconseguint un 12è lloc a Melbourne, al Bahrain, arriba al sisè lloc, va marcar un 6è a Àustria i al GP de Bèlgica, va tenir una dolorosa retirada, arribaria a la cinquena, però el motor va fallar a l'última volta, deixant a Alexander Albon d'avançar en la posició. Més la seva temporada, va estar marcada per retirades de col·lisió i fallades del motor. Norris va acabar la temporada en onzè amb 49 punts, més guanyat del seu company d'equip Sainz a la classificació, aconseguint 11 a 10.
El juliol de 2019, l'equip anuncia la renovació del contracte per la temporada 2020, juntament amb el seu company Sainz.
El 6 de maig, al Gran Premi de Miami, Lando Norris aconseguiria la seva primera victòria després d'un cap de setmana on va ser cinquè a la classificació sprint, però un petit xoc amb Hamilton a l'arrencada de la carrera el deixava fora de l'Sprint race. Al dia següent, després d'un cinquè lloc en classificació, obtindria la seva primera victòria a la Fórmula 1.

## Resultats

### Gran Premi de Macau
| Any  | Escuderia | Q | QR | Pos. |
| ---- | --------- | - | -- | ---- |
| 2016 | Carlin    | 9 | R  | 11   |
| 2017 | Carlin    | 2 | 7  | 2    |

### Fórmula 2
(Clau) (negreta indica pole position) (cursiva indica volta ràpida)
| Any  | Equip         | 1         | 2         | 3         | 4         | 5         | 6         | 7         | 8         | 9          | 10        | 11        | 12         | 13         | 14        | 15        | 16        | 17        | 18        | 19        | 20        | 21          | 22          | 23        | 24        | Pos. | Punts |
| ---- | ------------- | --------- | --------- | --------- | --------- | --------- | --------- | --------- | --------- | ---------- | --------- | --------- | ---------- | ---------- | --------- | --------- | --------- | --------- | --------- | --------- | --------- | ----------- | ----------- | --------- | --------- | ---- | ----- |
| 2017 | Campos Racing | BHR FEA   | BHR SPR   | CAT FEA   | CAT SPR   | MON FEA   | MON SPR   | BAK FEA   | BAK SPR   | RBR FEA    | RBR SPR   | SIL FEA   | SIL SPR    | HUN FEA    | HUN SPR   | SPA FEA   | SPA SPR   | MNZ FEA   | MNZ SPR   | JER FEA   | JER SPR   | YMC FEA Ret | YMC SPR 13  |           |           | 25è  | 0     |
| 2018 | Carlin        | BHR FEA 1 | BHR SPR 4 | BAK FEA 6 | BAK SPR 4 | CAT FEA 3 | CAT SPR 3 | MON FEA 6 | MON SPR 3 | LEC FEA 16 | LEC SPR 5 | RBR FEA 2 | RBR SPR 11 | SIL FEA 10 | SIL SPR 3 | HUN FEA 2 | HUN SPR 4 | FEA SPR 4 | SPA SPR 2 | MNZ FEA 6 | MNZ SPR 5 | SOX FEA Ret | SOX SPR Ret | YMC FEA 5 | YMC SPR 2 | 2n   | 219   |

### Fórmula 1
(Clau) (negreta indica pole position) (cursiva indica volta ràpida)
| Any         | Escuderia       | 1      | 2     | 3       | 4     | 5       | 6      | 7       | 8     | 9     | 10     | 11      | 12    | 13      | 14     | 15    | 16     | 17     | 18      | 19     | 20     | 21    | 22    | Pos. | Punts |
| ----------- | --------------- | ------ | ----- | ------- | ----- | ------- | ------ | ------- | ----- | ----- | ------ | ------- | ----- | ------- | ------ | ----- | ------ | ------ | ------- | ------ | ------ | ----- | ----- | ---- | ----- |
| 2018        | McLaren F1 Team | AUS    | BHR   | XIN     | AZE   | ESP     | MON    | CAN     | FRA   | AUT   | GBR    | GER     | HON   | BEL TD  | ITA TD | SIN   | RUS TD | JAP TD | USA TD  | MEX TD | BRA TD | ABU   |       | -    | -     |
| 2019        | McLaren F1 Team | AUS 12 | BHR 6 | XIN 18† | AZE 8 | ESP Ret | MON 11 | CAN Ret | FRA 9 | AUT 6 | GBR 11 | GER Ret | HON 9 | BEL 11† | ITA 10 | SIN 7 | RUS 8  | JAP 11 | MEX Ret | EUA 7  | BRA 8  | ABU 8 |       | 11è  | 49    |
| 2020        | McLaren F1 Team | AUS -  | BHR - | VIE -   | PBA - | ESP -   | MON -  | AZE -   | CAN - | FRA - | AUT -  | GBR -   | HON - | BEL -   | ITA -  | SIN - | RUS -  | JPN -  | MEX -   | EUA -  | BRA -  | ABU - | XIN - | -    | -     |
| Referència: |                 |        |       |         |       |         |        |         |       |       |        |         |       |         |        |       |        |        |         |        |        |       |       |      |       |

- Sessió en curs. † No va finalitzar, però es classifica en completar més del 90% de la carrera.